# Lindera sinensis
Lindera sinensis là loài thực vật có hoa trong họ Nguyệt quế. Loài này được (Blume) Hemsl. miêu tả khoa học đầu tiên năm 1891.